# أفرو 500
أفرو 500 (بالإنجليزية: Avro 500)‏ هي طائرة عسكرية ذات سطحين وبمحرك واحد. أنتجت في بريطانيا. من صناعة أفرو. كانت تستخدم بشكل أساسي من قبل المملكة المتحدة. كان أول طيران لها في 3 مارس 1912. دخلت الخدمة في 1912، صنع منها 18 طائرة.